# Wang Chau

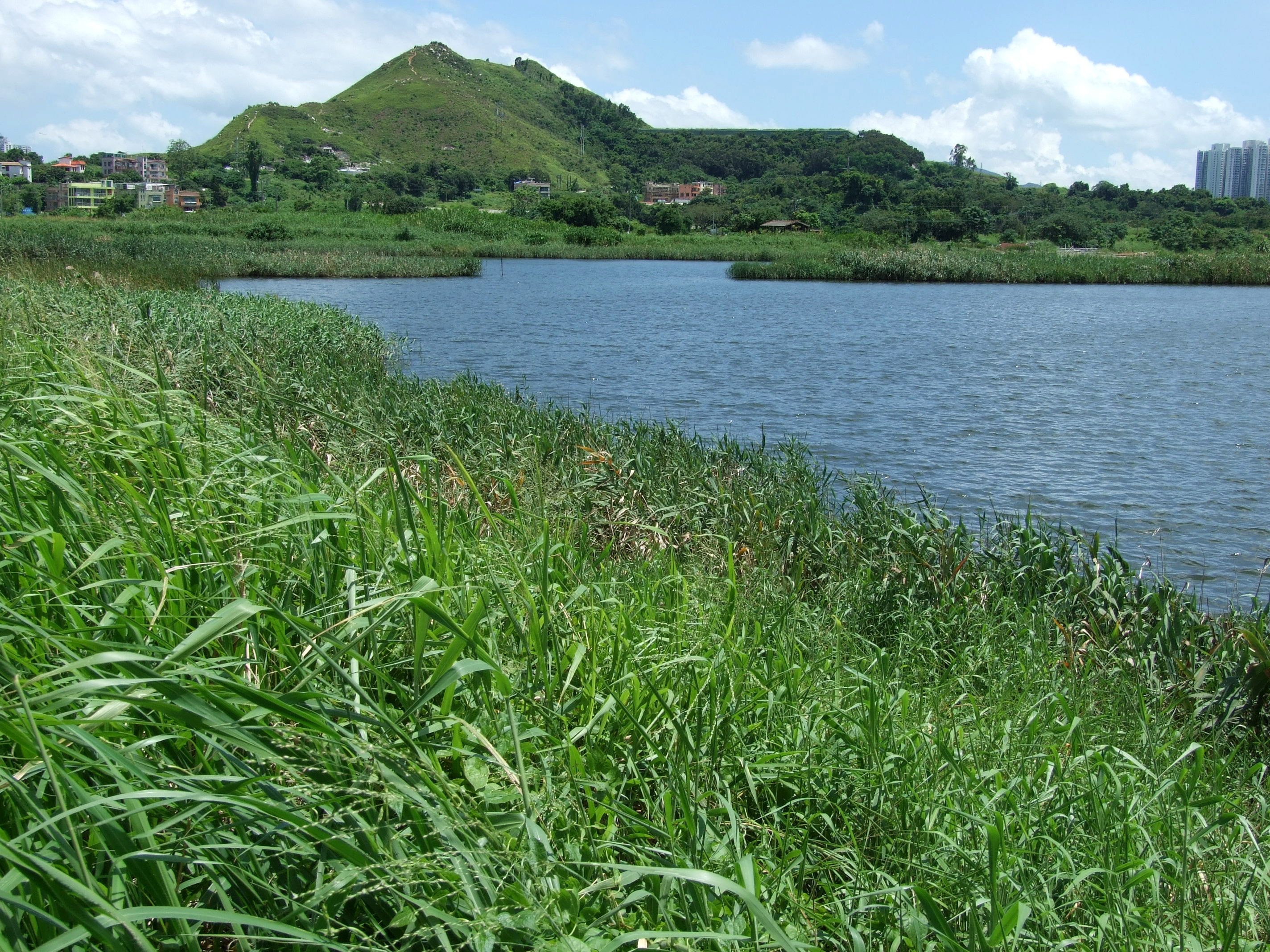
La colline de Kai Shan à Wang Chau

Wang Chau (橫洲) est une zone située à l'intérieur du district de Yuen Long, à Hong Kong, à l'ouest de la rivière Shan Pui et au sud du Mont Kaishan.
Long Ping Estate est une entreprise immobilière mixte public/TPS à Wang Chau.

## Sites
Plusieurs monuments sont situés dans la zone :
- Le Temple I Shing (二聖宮), localisé dans Tung Tau Wai (東頭圍): construit en 1718, il est dédié à Hung Shing et Che Kung[1]. Il a été classé par le gouvernement central de Hong-Kong comme un monument de grande importance culturelle en juin 1996[2].
- Yu Yuen, lui aussi localisé dans Tung Tau Wai, a été construit en 1927 et était à l'époque une villa d'été[3],[4].Il est répertorié aujourd'hui comme un monument historique de premier niveau (en Anglais "Grade I Historic Building") par le gouvernement.
- Le temple de Tin Hau, situé dans le village de Ng Uk (吳屋村) a été reconstruit en 1981[5].

## Transport
Wang Chau est situé entre les stations de Tin Shui Wai et de Long Ping du Métro de Hong Kong (réseau MTR).